# Kaparéllion (ort i Grekland)
Kaparéllion är en ort i Grekland.   Den ligger i prefekturen Nomós Voiotías och regionen Grekiska fastlandet, i den sydöstra delen av landet, 50 km nordväst om huvudstaden Aten. Kaparéllion ligger 326 meter över havet och antalet invånare är 1 478.
Terrängen runt Kaparéllion är varierad.Runt Kaparéllion är det glesbefolkat, med 15 invånare per kvadratkilometer. Närmaste större samhälle är Thívai, 13,4 km nordost om Kaparéllion. 